# Анатем
«Анатем» — науково-фантастичний роман Ніла Стівенсона, виданий 2008 року. Головною темою роману є багатосвітова інтерпретація квантової механіки та філософська дискусія між платонізмом та софістикою.

## Назва
Оригінальна назва роману Anathem є неологізмом Ніла Стівенсона. Термін заснований на грі слів anthem (англ. «гімн», а також — багатоголоса вокальна композиція церковної літургії) та anathema (грецьке «відлучення», «вигнання»).
Ніл Стівенсон, Anathem, Note to the reader.
Відповідно до наданого автором у додатках до роману словника (Glossary), анатем — це і щоденний ритуальний музичний гімн, і ритуал вигнання порушника.

## Сюжет
Роман «Анатем» розповідає про вигадану планету Арб (як фр. Arbre), що за своєю природою, умовами і населенням надзвичайно схожа на Землю, але Землею не є. Історія цивілізації Арба налічує понад 7000 років. Протягом цього часу людство пережило розвинену промислово-технологічну епоху, окремі винаходи, генетичні і технічні досягнення якої призвели до всесвітньої катастрофи, що зветься в арбській історії Жахливими Подіями. Після Жахливих Подій настало Відновлення — наукова еліта та світська влада започаткували нову систему взаємодії. Для захисту суспільства від небезпечних наслідків наукового прогресу, а наукової діяльності — від циклічного занепаду суспільства, науковці (теори) відокремились у так звані конценти — утворення, що нагадують монастирі.
Термінологічно роман насичений авторською новомовою, що тлумачиться для читача в тексті і словнику-додатку. Арбська філософія, філософські школи, теорії та твердження мають відповідні аналоги в античній, середньовічній та сучасній науці Землі. Так, арбський Протас відповідає Платону, Телен — Сократу, теоричний світ Гілеї — світу ідей Платона (Гіперуранія), теорема Адрахонеса — теоремі Піфагора, плитки теглона — мозаїці Пенроуза, ваги Гардана — лезу Оккама тощо. Авторські ідеї та арбська філософія в романі також подаються у притаманному античній філософії вигляді, а саме, в формі діалогу.
Аби попередити загрозливі для людства винаходи, покликаним, що мешкають і працюють в концентах, надається надзвичайно обмежений доступ до наукового обладнання і забороняється володіння чи користування найсучаснішими технологічними досягненнями. Їхнє існування підкоряється суворій дисципліні (системі правил та настанов) та контролюється інквізицією, що відповідає за їхні стосунки з зовнішнім світом, вихід та спілкування за межами стін конценту дозволяється лише один раз на рік, десятиліття, століття або тисячоліття, залежно від взятих ними обітниць. При цьому, так само як в монастирі, накладені обмеження виключно добровільні і покликаний може припинити своє добровільне відокремлення в будь-який час.
Оповідач і головний герой, брат (фраа) Еразмас, є деценарієм (тобто людиною, що дала десятирічну обітницю) у конценті Св. Едгара і учнем видатного вченого, фраа Ороло. Ороло дізнається, що навколо Арбу обертається іншопланетний космічний корабель, а світська влада намагається цей факт приховати. Він таємно спостерігає за кораблем чужинців за допомогою відеокамери, хоча така технологія в конценті заборонена. Після вигнання Ороло (в ритуалі під назвою «анатем») з матичного світу за використання забороненої технології в межах конценту, Еразмасу, а незабаром всьому конценту, стає відомою присутність корабля чужинців. Зображення на корпусі корабля містить доказ теореми Піфагора (в розумінні мешканців Арба — теорема Адрахонеса), за що прибульці отримують прізвисько «Геометри». Іншопланетний корабель виявляє себе лазерним променем, спрямованим на міленіарій конценту, притулок вчених, що дали обітницю тисячу років не спілкуватися з зовнішнім світом. Невдовзі після цього світська влада викликає багатьох мешканців конценту Св. Едгара, зокрема Еразмаса і міленарія фраа Джада, на конвокс — всесвітній конгресс вчених, що збирається в надзвичайних випадках.
Перш, ніж долучитися до конвоксу, Еразмас та кілька його супутників, на пропозицію фраа Джада, вирушають на пошуки Ороло. Після небезпечної подорожі через полюс планети, аби дістатися іншого континенту без перетину державних кордонів, Еразмас та його товариші зрештою потрапляють до конценту Орітена, місця, звідки походить матичний світ. Фраа Ороло, що мешкає в Орітені, під час дискусії викладає Еразмасу свою теорію взаємодії космосу і свідомості. Він вважає, що Геометри є прибульцями не просто з іншої планети, але з іншого космосу, на який впливає Арб. Під час дискусії між Ороло та Еразмасом в Орітені сідає іншопланетний спускний апарат, на місці зображення стародавньої аналеми, яку видно з космосу. В апараті знаходиться жінка-іншопланетянка, що загинула від вогнепального поранення під час старту. Завдяки знахідкам у спускному апараті науковці отримують зразки технології Геометрів та чотири ампули з кров'ю різних космічних рас. Найближчим часом Геометри здійснюють бомбардування сусіднього з концентом вулкана, що викликає виверження і руйнацію Орітени.
Ороло жертвує своїм життям, аби зберегти тіло померлої чужинки та зразків крові.
Еразмас бере участь у спільному конгресі науковців та представників світської влади, присвяченому вирішенню військових, політичних та технічних питань, що виникли із появою Геометрів на орбіті Арба — у конвоксі. Під час конвоксу Еразмас і його товариші виявляють, що в його роботі, під виглядом представників екзотичної релігійної секти матаритів, беруть участь шпигуни-іншопланетяни Орхан і Ж'верн (Жюль Верн Дюран). У спілкуванні з Дюраном науковці дізнаються, що Геометри походять з чотирьох планет в чотирьох паралельних космосах: Урнуда, Тро, Латерри і Фтоса. Раса Жюль Верна Дюрана походить з Латерри-Землі (фр. La Terre). Корабль Геометрів зветься «Дабан Урнуд» — «Другий Урнуд», він був створений на Урнуді, згодом відвідав послідовно ще три інші космоси і налічує близько 40000 мешканців, що представлені чотирма расами. Серед Геометрів існує внутрішній конфлікт: керівна фракція, що представлена більш мілітаристськи налаштованими Урнудом та Тро, має намір силоміць здобути на Арбі необхідні для космічного корабля ресурси. Протилежну позицію займають представники Фтосу і більшість землян (ці погляди поділяє також Жюль Верн Дюран): вони є прибічниками відкритих переговорів. Дюран, чия дружина загинула від урнудців під час старту спускного апарата на Орітену, погоджується допомогти мирному вирішенню ситуації.
Мешканці Арба дізнаються, що «Дабан Урнуд» несе гігантську ядерну бомбу — «Спалювач світів» англ. Worldburner. Делегати конвоксу розуміють, що зібравши цвіт наукової думки в єдиному місці, відомому Геометрам, Арб таким чином перетворив їх на заручників. Концент Св. Тредегара, де відбувається конвокс, може будь-якої миті бути підданий бомбардуванню. Побоюючись нападу, керівництво наукової спільноти за допомогою світських військових одночасно розосереджує всіх учасників конвоксу та евакуює мешканців усіх без винятку концентів. Еразмас та його товариші опиняються у прихованому притулку, де терміново навчаються для виконання надзвичайної місії: вони мають дістатися корабля чужинців і знешкодити його зброю. Балістичними ракетами, побудованими для планетарних ядерних воєн, бойовий загін виводять на орбіту. Члени загону несвідомо несуть в собі мініатюрні нейтронні бомби, крайній засіб, що має бути використаний світською владою в разі провалення місії.
Коли Еразмас та учасники місії дістаються орбіти і, згодом, корабля чужинців, події викладаються за декількома паралельними сценаріями, в більшості з яких на місію чекає поразка у тому чи іншому вигляді. За твердженням фраа Джада, можливість декількох одночасних сценарієв (оповідей) є проявом квантової невизначеності. Міленарії-інкантери, як Джад, завдяки взаємодії зі своїми проявами в інших космосах, мають можливість одночасно бачити декілька оповідей і обирати оптимальну, позбавляючись невизначеності. У обраній Джадом фінальній оповіді Еразмас прокинувся в лікарні на «Дабан Урнуд» і дізнався, що арбський бойовий загін ціною життя знешкодив «Спалювач світів», Геометри були примушені до укладення з мешканцями Арбу мирного договору, що передбачає рівноправну співпрацю. Світська влада та науковці Арбу переглянули багато правил, що обмежували прогрес та спосіб життя, і започаткували друге Відновлення. Еразмас та його друзі обрали своєю метою побудувати на місці зруйнованої стародавньої Орітени новий концент, присвячений Св. Ороло.

## Критика
Реакція на роман була суперечливою.
Велика рецензія літературного оглядача «The Washington Post» Майкла Дірди визнає роботу Стівенсона «довгоочікуваною, місцями досить блискучою, але, в остаточному підсумку, помпезною, химерною і до біса нудною». Відзначається неоригінальність і вторинність змісту роману.
Натомість, відгук на публікацію «Анатем» у «The Wall Street Journal» більш, ніж схвальний. До найкращих властивостей твору, на думку Пола Боутіна, належать «радість занурення читача в математику, науку та філософію», цікава гра з мовою та детективна карколомність сюжету
Журнал Nature характеризує роман, як цікаву та епічну пригоду, «проте, підкріплену серйозними, ретельно вивченими науковими і філософськими концепціями, зокрема квантовою механікою, паралельними вселеними і природою свідомості. Деякі з наукових діалогів вимагають роботи, але зусилля винагороджуються.»

## Нагороди і визнання
- 2009 Премія «Локус» за найкращий науково-фантастичний роман[6]

Номінації
- 2008 Премія Британської науково-фантастичної асоціації[7]
- 2009 Меморіальна премія імені Джона Кемпбелла[7]
- 2009 Премія Артура Кларка[7]
- 2009 Премія «Г'юго» за найкращий роман[7]